# Avenida Djalma Batista
A Avenida Djalma Batista é um dos logradouros mais importantes do município de Manaus, a capital do estado do Amazonas. Está localizada na Zona Centro-Sul, em uma região que apresenta os melhores indicadores sociais da cidade. Foi batizada com o nome do médico e escritor brasileiro Djalma da Cunha Batista. 
Considerada um dos principais centros financeiros da capital amazonense, na Djama Batista estão localizados shopping centers, o Terminal Rodoviário de Manaus, universidades como a Universidade do Estado do Amazonas, supermercados da rede internacional Carrefour, instituições financeiras, McDonald's, edifícios comerciais, representantes das principais marcas de automóveis do mundo, como a BMW, Chevrolet, Renaut, etc. Entre seus pontos comerciais mais conhecidos, estão as três torres do Business Tower, que engloba o complexo empresarial Millennium Shopping.
Movimentam-se diariamente pela avenida milhares de pessoas oriundas de todas as regiões da cidade e região metropolitana. Além disso, a Djalma Batista é um importante eixo viário da cidade ligando importantes avenidas como Darcy Vargas, João Valério e Avenida Álvaro Maia.

## História

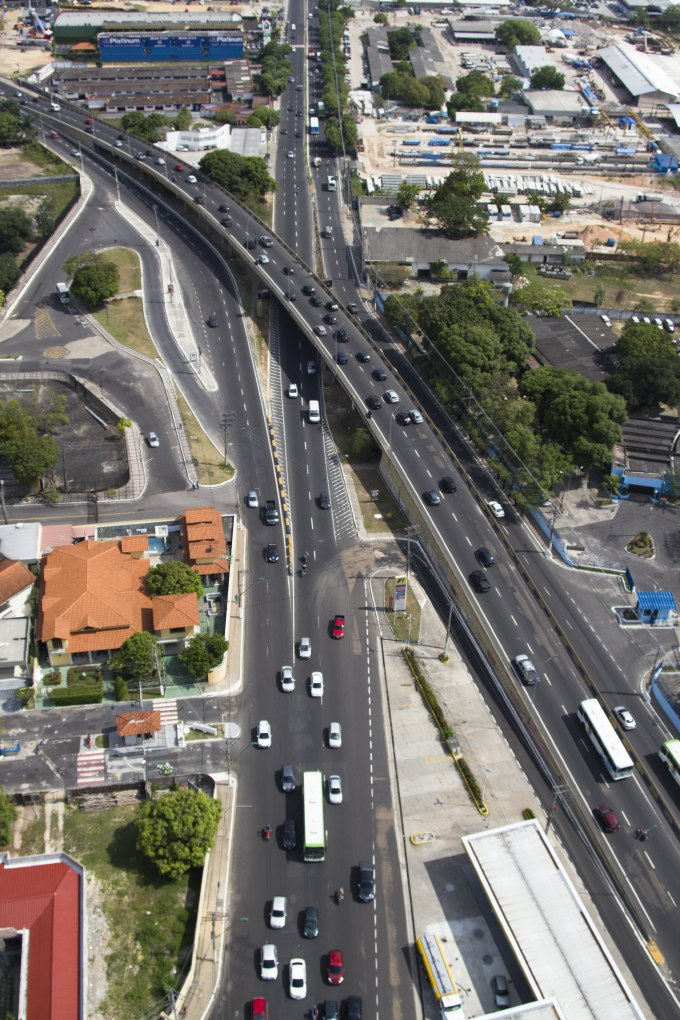
Cruzamento das avenidas Djalma Batista e Mário Ypiranga.

Durante a década de 60, a avenida começava a receber obras de infraestrutura, como água potável, escolas e saneamento básico. O saneamento no bairro Chapada começou por volta do ano de 1975, impulsionado com o alargamento e pavimentação da rua João Alfredo, que passou a se chamar avenida Djalma Batista.

### Desfile de escolas de samba
Em 1980, o desfile de escolas de samba de Manaus mudou-se para a avenida Djalma Batista e lá permaneceu até os anos 90. A partir de 1992, o desfile é realizado no Centro de Convenções de Manaus, popularmente conhecido como sambódromo.

### Reurbanização
Em 2013, a avenida passou por obras de reorganização em vários aspectos, como o paisagismo, mobiliário urbano, sinalização e iluminação. Conforme projeto, as novas calçadas adotaram um padrão e para estacionamento foi necessário que alguns endereços comerciais recuassem suas fachadas para atender ao limite imposto de três metros.
315 ipês foram plantados ao longo da avenida, pelo projeto “Arboriza Manaus”. Sua floração acontece nos meses de verão intenso na Amazônia. No total, o corredor viário conta com mais de 700 árvores plantadas, somadas as outras de espécie pau-pretinho, que também fornece flores, em crescimento nos passeios públicos das duas faixas.